# سام بينيت
سام بينيت (بالإنجليزية: Sam Bennett)‏ ولد بتاريخ 16 أكتوبر 1990 في بلجيكا، هو دراج أيرلندي في صنف سباق الدراجات على الطريق.

## سباقات أو مراحل فاز بها
| التاريخ        | السباق                            | المركز                                        |
| -------------- | --------------------------------- | --------------------------------------------- |
| 05 سبتمبر 2013 | 2013 Izegem Koers                 |                                               |
| 02 مارس 2014   | طواف ألميريا 2014                 | الأول في التصنيف العام                        |
| 09 أبريل 2014  | شيلدبرايش 2014                    | الخامس في التصنيف العام                       |
| 21 أبريل 2014  | روند أم كولن 2014                 |                                               |
| 18 مايو 2014   | Velothon Berlin 2014              | الثاني في التصنيف العام                       |
| 17 مارس 2015   | تيرينو ادرياتيكو 2015             | العاشر في تصنيف النقاط                        |
| 31 مايو 2015   | 2015 Velothon Berlin              | الثاني في التصنيف العام                       |
| 16 أغسطس 2015  | سباق النرويج 2015                 | الثاني في تصنيف النقاط                        |
| 08 أكتوبر 2015 | باريس بورج 2015                   | الأول في التصنيف العام                        |
| 28 يناير 2016  | تروفيو سيس سالينس 2016            | الثاني في التصنيف العام                       |
| 01 مايو 2016   | إشبورن-فرانكفورت 2016             | الثالث في التصنيف العام                       |
| 06 أكتوبر 2016 | باريس بورج 2016                   | الأول في التصنيف العام                        |
| 13 أغسطس 2017  | جولة ركوب الدراجات التشيكية 2017  |                                               |
| 03 أكتوبر 2017 | طواف مونستر 2017                  | الأول في التصنيف العام                        |
| 10 يونيو 2018  | روند أم كولن 2018                 |                                               |
| 14 أكتوبر 2018 | طواف تركيا الرئاسي 2018           | الأول في تصنيف النقاط                         |
| 21 أبريل 2019  | طواف تركيا الرئاسي 2019           | الأول في تصنيف النقاط                         |
| 18 أغسطس 2019  | طواف إينكو 2019                   | الأول في تصنيف النقاط                         |
| 30 يناير 2020  | 2020 Race Torquay                 | الأول في التصنيف العام                        |
| 20 سبتمبر 2020 | طواف فرنسا 2020                   | الأول في تصنيف النقاط                         |
| 24 مارس 2021   | ثلاثة أيام من دي بان 2021         | الأول في التصنيف العام                        |
| 09 مايو 2021   | فولتا الغارف 2021                 | الأول في تصنيف النقاط                         |
| 01 مايو 2022   | إشبورن-فرانكفورت 2022             | الأول في التصنيف العام                        |
| 19 مايو 2024   | أربعة أيام من دونكيرك 2024        | الأول في التصنيف العام، الأول في تصنيف النقاط |
| 11 أبريل 2025  | 2025 Région Pays de la Loire Tour |                                               |

## روابط خارجية
- سام بينيت على موقع الاتحاد الدولي للدراجات (الإنجليزية)
- سام بينيت على موقع أرشيف الدراجات (الإنجليزية)
- سام بينيت على موقع إحصائيات الدراجات الإحترافية (الإنجليزية)
- سام بينيت على موقع نسبة الدراجات (الإنجليزية)
- سام بينيت على موقع CycleBase (الإنجليزية)